# Kamel Berroudji
Kamel Berroudji est un footballeur international algérien  né le 9 septembre 1945,. Il a disputé 13 matches avec l'équipe nationale algérienne de football de 1965 à 1969. Il a également été nommé dans l'équipe algérienne pour la Coupe d'Afrique des Nations 1968,.

## Palmarès
- Coupe d'Algérie :
  - Finaliste : 1971, 1972, 1973
- Championnat d'Algérie de D2 :
  - Champion : 1974 (Groupe Centre)
- Coupe du Maghreb des vainqueurs de coupe :
  - Finaliste : 1970.